# Latimeria
A Latimeria az izmosúszójú halak (Sarcopterygii) osztályának bojtosúszójúhal-alakúak (Coelacanthiformes) rendjébe, ezen belül a Latimeriidae családjába tartozó nem.
Családjának a névadó típusneme.

## Rendszerezés
A nembe az alábbi 2 faj tartozik:
- bojtosúszós maradványhal (Latimeria chalumnae) Smith, 1939 - típusfaj; az Indiai-óceánban él és legfeljebb 200 centiméteres
- Latimeria menadoensis Pouyaud, Wirjoatmodjo, Rachmatika, Tjakrawidjaja, Hadiaty & Hadie, 1999 - a Csendes-óceán nyugati felének a középső részén él és legfeljebb 140 centiméteres

## Képek

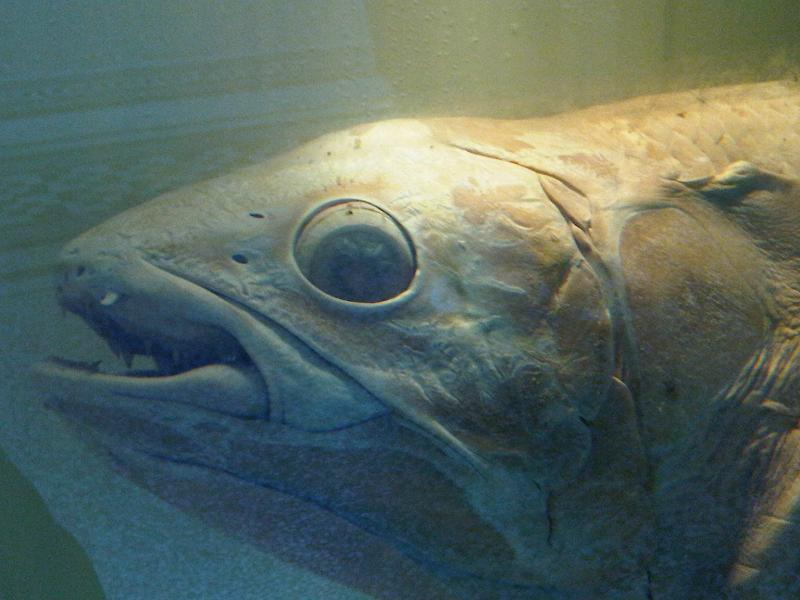
A L. chalumnae feje közelről
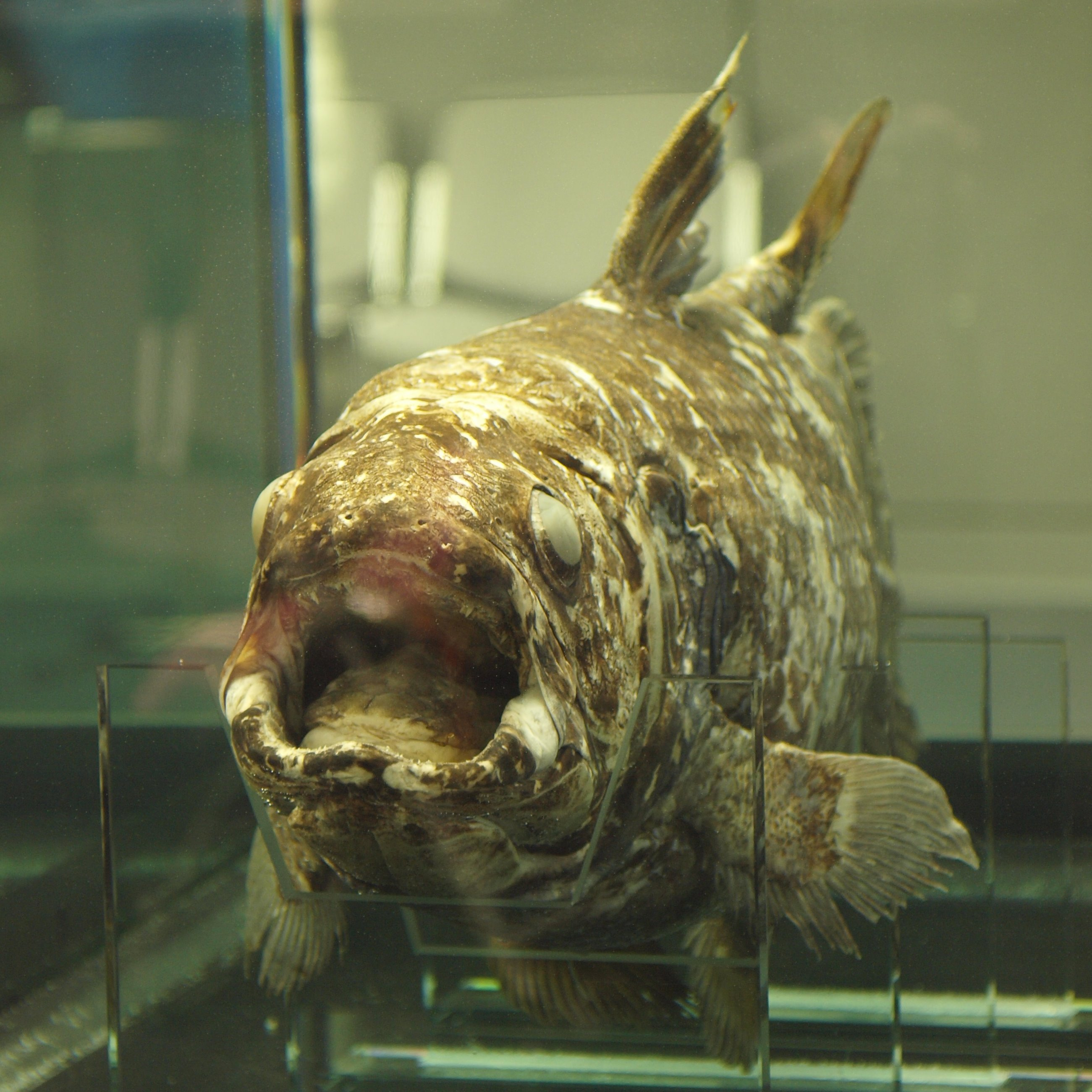
Latimeria menadoensis